# مقنطرة (علم الفلك)

الكرة السماوية ذات سمت الرأس والمقنطرة الملونان بالأحمر، والأفق بالأخضر، ومسار النجم أو الشمس بالأزرق.

المقنطرة هي دائرة على كرة سماوية موازية للأفق. نجمان يقعان على نفس المقنطرة لهما نفس الارتفاع.

## أصل الكلمة
الكلمة مُشتقَّة من مصطلح عربي، هو قنطرة، والتي تعني جسر أو قوس، وقد دخل هذا المصطلح في علم الفلك الأوروبي، في اللاتينية، على يد عالم الفلك الرهباني هيرمان كونتكتوس من جزيرة رايشناو.

## قامة المقنطرات

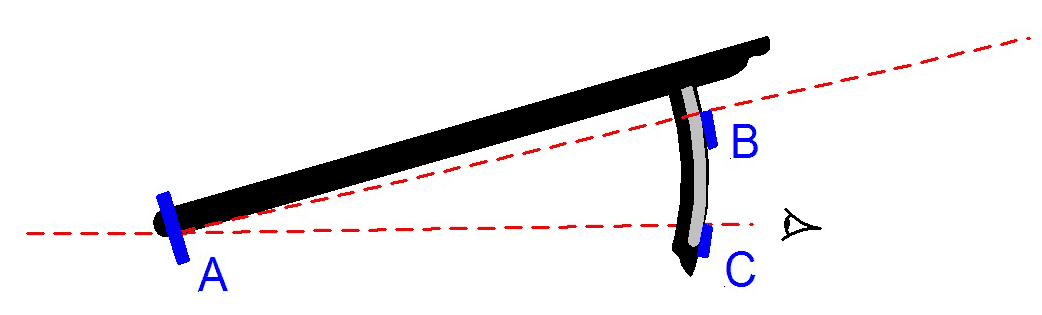
رسم توضيحي لقامة المقنطرات. توجد ثلاث مدورات: مدورة الأفق (A)، ومدورة الظل (B) ومدورة الرؤية (C).

قَامَة المقنطرات هي أداة تستخدم بشكل رئيس لتحديد وقت شروق الشمس وغروبها، من أجل العثور على السعة، وبالتالي الاختلافات في البوصلة. عادة ما تكون مصنوعة من شجرة الكمثرى أو الشمشاد، مع قوس من 15 درجة إلى 30 درجة، وهي مثال على قامة الرصد الخلفي [الإنجليزية].
تلقي الشمس ظلًّا مُدورًا (في الصورة المجاورة يُرمَز له بـB) على مِدورة أفقية (A). تحتوي المدورة الأفقية على شق أو ثقب للسماح للمراقب برؤية الأفق في المسافة. يقوم المراقب بمحاذاة الأفق والظل بحيث يظهران في نفس النقطة على المدورة الأفقية ن وتُضبط مدورة الرؤية (C) لمحاذاة خط بصره مع الأفق. ويكون ارتفاع الشمس هو الزاوية بين مدورة الظل ومدورة الرؤية (B-A-C).

## المقنطرة الشمسية
يُستخدم المستوي المقنطري الذي يحوي الشمس، لتحديد خصائص التبعثر المتعدد للهباء الجوي. تُجرى القياسات بسرعة عند عدة زوايا على جانبي الشمس باستخدام مقياس الإشعاعية الطيفية أو مضواء. توجد عدة نماذج للحصول على خصائص الهباء الجوي من المقنطرة الشمسية. طُوِّرَت النماذج الأكثر صلة على يد أوليغ دوبوفيك (Oleg Dubovik) واستُخدِمت في شبكة ناسا أيرونت [الإنجليزية] على يد تِيرُويُوكِي نَاكَاجِيمَا (المسمى SkyRad.pack).

## روابط خارجية
- "خلاصة وافية عن استخدام الجهاز المعروف بمربعة المقنطر" مخطوطة عربية من عام 1757 عن مربعة المقنطر.